# جولي روبنسون
جولي روبنسون (بالإنجليزية: Julie Anne Robinson)‏ (و. 1945 – م) هي مخرجة سينمائية، وممثلة، من المملكة المتحدة.

## وصلات خارجية
- جولي روبنسون على موقع IMDb (الإنجليزية)
- جولي روبنسون على موقع ألو سيني (الفرنسية)
- جولي روبنسون على موقع بوكس أوفيس موجو (الإنجليزية)
- جولي روبنسون على موقع قاعدة بيانات الأفلام السويدية (السويدية)
- جولي روبنسون على موقع قاعدة بيانات الفيلم (الإنجليزية)
- جولي روبنسون على موقع كينوبويسك (الروسية)